# Gran Premi del Canadà del 1972
Resultats del Gran Premi del Canadà de Fórmula 1 de la temporada 1972, disputat al circuit de Mosport el 24 de setembre del 1972.

## Resultats de la cursa
| Pos | No | Pilot                | Equip          | Voltes | Temps/ Retir.     | Pos. de sort. | Punts |
| --- | -- | -------------------- | -------------- | ------ | ----------------- | ------------- | ----- |
| 1   | 1  | Jackie Stewart       | Tyrrell - Ford | 80     | 1h 43' 17. 1      | 5             | 9     |
| 2   | 19 | Peter Revson         | McLaren - Ford | 80     | + 48.2 s          | 1             | 6     |
| 3   | 18 | Denny Hulme          | McLaren - Ford | 80     | + 54.6 seg        | 2             | 4     |
| 4   | 8  | Carlos Reutemann     | Brabham - Ford | 80     | + 1' 00.7 min.    | 9             | 3     |
| 5   | 11 | Clay Regazzoni       | Ferrari        | 80     | + 1' 07.0 min.    | 7             | 2     |
| 6   | 4  | Chris Amon           | Matra          | 79     | + 1 Volta         | 10            | 1     |
| 7   | 22 | Tim Schenken         | Surtees - Ford | 79     | + 1 Volta         | 13            |       |
| 8   | 7  | Graham Hill          | Brabham - Ford | 79     | + 1 Volta         | 17            |       |
| 9   | 29 | Carlos Pace          | March - Ford   | 78     | Sense combustible | 18            |       |
| 10  | 15 | Howden Ganley        | BRM            | 78     | + 2 Voltes        | 14            |       |
| 11  | 5  | Emerson Fittipaldi   | Lotus - Ford   | 78     | + 2 Voltes        | 4             |       |
| 12  | 10 | Jacky Ickx           | Ferrari        | 76     | + 4 Voltes        | 8             |       |
| 13  | 28 | Henri Pescarolo      | March - Ford   | 73     | + 7 Voltes        | 21            |       |
| Ret | 6  | Reine Wisell         | Lotus - Ford   | 65     | Motor             | 16            |       |
| DSQ | 26 | Niki Lauda           | March - Ford   | 64     | Desqualificat     | 19            |       |
| DSQ | 25 | Ronnie Peterson      | March - Ford   | 61     | Desqualificat     | 3             |       |
| NC  | 27 | Mike Beuttler        | March - Ford   | 59     | No Classificat    | 24            |       |
| Ret | 2  | François Cevert      | Tyrrell - Ford | 51     | Caixa canvi       | 6             |       |
| Ret | 16 | Peter Gethin         | BRM            | 25     | Suspensions       | 12            |       |
| NC  | 33 | Skip Barber          | March - Ford   | 24     | No Classificat    | 22            |       |
| Ret | 14 | Jean-Pierre Beltoise | BRM            | 21     | Pèrdua d'oli      | 20            |       |
| Ret | 17 | Bill Brack           | BRM            | 20     | Virolla           | 23            |       |
| Ret | 11 | Wilson Fittipaldi    | Brabham - Ford | 5      | Caixa canvi       | 11            |       |
| Ret | 23 | Andrea de Adamich    | Surtees - Ford | 2      | Caixa canvi       | 15            |       |

## Altres
- Pole: Jackie Stewart 1' 13. 6
- Volta ràpida: Jackie Stewart 1' 15. 7 (a la volta 25)